# Monty Hoyt
Monty Hoyt (* 13. September 1944 in Baltimore, Maryland; † 9. Oktober 1997 in Phoenix, Arizona) war ein US-amerikanischer Eiskunstläufer, der im Einzellauf startete.
Hoyt stammte aus einer wohlhabenden Familie aus Denver. Sein Vater Palmer war von 1946 bis 1970 der Herausgeber der Zeitung The Denver Post und seine Mutter Helen May eine Dame der Gesellschaft, bei der ranghohe Persönlichkeiten verkehrten.
Nachdem Hoyt 1961 US-Meister bei den Junioren geworden war, bekam er ein Ticket für die Weltmeisterschaft 1961 in Prag. Im letzten Moment sagte er jedoch ab und entkam so dem Flugzeugabsturz der US-Mannschaft. Sein Trainer Edi Scholdan war unter den Opfern. Nach dem Tod der besten US-Eiskunstläufer Bradley Lord, Gregory Kelley und Douglas Ramsay war Hoyt nun die Nummer eins und wurde 1962 US-Meister bei den Senioren. Bei seiner ersten Weltmeisterschaftsteilnahme wurde er 1962 in Prag Sechster. Es sollte sein bestes Ergebnis bleiben. 1963 und 1964 wurde er Dritter bei den nationalen Meisterschaften hinter Thomas Litz und Scott Allen und beendete die Weltmeisterschaften 1963 und 1964 auf dem jeweils elften Platz. Bei seinen einzigen Olympischen Spielen wurde er 1964 in Innsbruck Zehnter.
Hoyt starb 53-jährig an einem Melanom.

## Ergebnisse
| Wettbewerb / Jahr                | 1962 | 1963 | 1964 |
| -------------------------------- | ---- | ---- | ---- |
| Olympische Winterspiele          |      |      | 10.  |
| Weltmeisterschaften              | 6.   | 11.  | 11.  |
| US-amerikanische Meisterschaften | 1.   | 3.   | 3.   |